# Yaginumaella stemmleri
Yaginumaella stemmleri là một loài nhện trong họ Salticidae. Loài này được phát hiện ở Bhutan.